# Martina Bárta
Martina Barta (* 1. září 1988) je česká zpěvačka. Studovala hru na lesní roh na Gymnáziu Jana Nerudy s hudebním zaměřením a také populární zpěv na Státní konzervatoři v Praze. Od roku 2011 žije v Berlíně. V roce 2016 absolvovala na Jazz Institut Berlin Universität der Künste. Pravidelně vystupuje jako sólistka s různými hudebními projekty. V roce 2017 byla vybrána jako reprezentantka České republiky na soutěži Eurovision Song Contest 2017 v Kyjevě.

## Studium a kariéra
V letech 1999–2007 navštěvovala Gymnázium Jana Nerudy s hudebním zaměřením, kde se věnovala studiu klasické hudby a hře na lesní roh (prof. Vladimíra Klánská). Po maturitě byla přijata ke studiu medicíny na 1. LF UK v Praze. Rozhodla se pro studium zpěvu (prof. Naďa Wepperová) na odd. populární hudby na Státní konzervatoři v Praze. Kromě toho navštěvovala soukromé lekce zpěvu u prof. Hany Peckové. 

### Robin Hood – Cesta ke slávě
V roce 2010 uspěla v castingové show TV Prima Robin Hood – Cesta ke slávě, čímž také získala možnost první divadelní zkušenosti v hlavní ženské roli Lady Marianne v muzikálu Robin Hood (Ondřej Soukup/Gábina Osvaldová) uváděném v pražském Divadle Kalich. Zde vystupovala po boku zpěváků a herců, mezi které patří např. Václav Noid Bárta, Jan Kříž, Tomáš Savka a další.

### Studium a workshopy
V roce 2011 byla Barta přijata na Jazz Institut Universität der Künste v Berlíně, kde během svého studia rozvíjela pěveckou techniku a hudební znalosti u celé řady profesorů, mj. Judy Niemack, David Friedman, Peter Weniger, John Hollenbeck, Greg Cohen atd. 
Martina Barta v Německu účinkovala na několika jazzových festivalech, jako jsou Kurt Weil Festival Dessau, Düsseldorfer Jazz Rally, ‘’Choriner Musiksommer’’ nebo Jazz am Greifensee, a během svého působení na zahraničních jazzových workshopech měla možnost spolupracovat s hudebníky jako jsou členové Roy Hargrove Quintet (Sullivan Fortner - piano, Ameen Saleem - basa, Quincy Phillips - bicí, Justin Robinson - saxofon) , s americkým bubeníkem Gregory Hutchinsonem, americkým pianistou Aaronem Goldbergem a dalšími. V červenci 2016 se po úspěšném absolvování studia na Jazz Institute Berlin zúčastnila workshopu Jazz in Port Townsend v USA pod vedením amerického kontrabasisty, skladatele a aranžéra Johna Claytona. 

### Projekty a spolupráce
Již během studií založila Martina Barta spolu se svým spolužákem z Jazz-Institut Berlin, jazzovým zpěvákem Marcusem Gartschockem, vlastní projekt s názvem „Scotch and Soda“, kterému se věnuje i v současnosti. V letech 2012-2016 hostovala v kapele německého rockera Henninga Protzmanna (Karat, Panta Rhei). V rámci svého absolventského koncertu na Jazz Institut Berlin založila česko-německý projekt „Martina Barta & her Jazz Orchestra“.
V České republice Martina vystupuje již od roku 2011 jako sólistka big bandu Felixe Slováčka, v minulosti byla členkou pražské funkové formace Top Dream Company a spolupracovala s Prague Film Orchestra. V letech 2015 a 2016 se zúčastnila projektu „Sinatrology“ po boku českých a zahraničních interpretů.
Kromě toho spolupracuje se svojí sestrou Kristina Barta, která je českou jazzovou pianistkou a skladatelkou. V roce 2016 byla jejich autorská píseň „Find Peace of Mind“ v rámci Bohemia JazzFestu, pořádaném Rudi Linkou, oceněna v kategorii Nejlepší jazzová skladba roku 2016.

### Eurovision
Dne 16. února 2017 Česká televize oznámila, že Martina Barta má být reprezentantkou České republiky na Eurovision Song Contest 2017 v Kyjevě. Se skladbou „My Turn“ vystoupila v prvním semifinále soutěže 9. května 2017. Do finále se však neprobojovala, zůstala na třináctém místě z osmnácti, získala 83 bodů
V roce 2018 se zúčastnila soutěže Německo hledá Superstar – Deutschland sucht den Superstar.